# Nedap
Nedap (een porte-manteauwoord van Nederlandsche Apparatenfabriek) is een Nederlands technologiebedrijf met het hoofdkantoor in Groenlo. Het bedrijf werd in 1929 opgericht. Nedap is wereldwijd actief met ruim 1000 medewerkers en heeft vestigingen in tien landen. In 2022 realiseerde Nedap een totale omzet van ruim 230 miljoen euro.

## Activiteiten
In 2023 is het bedrijf georganiseerd in zeven marktgroepen en levert het producten in de volgende categorieën:
- systemen voor fysieke toegangscontrole en voor beveiliging van bedrijven en instellingen wereldwijd (Security Management);
- technologische oplossingen op het gebied van individuele diermonitoring en -management voor de wereldwijde melkvee- en varkenshouderij (Livestock Management);
- RFID-oplossingen die retailers wereldwijd helpen met het volledig transparant maken van de voorraad, het optimaliseren van winkelprocessen en het voorkomen van derving (Retail);
- hard- en softwareproducten voor het identificeren van voertuigen wereldwijd (Identification Systems);
- softwarediensten die zorgprofessionals in Nederland met elkaar verbinden (Healthcare);[2]
- intelligente UV-lamp drivers (Light Controls);
- cloud-based software die ondersteunt bij urenregistratie, personeels- planning en toegangscontrole voor bedrijven in de Nederlandse logistieke, distributie- en productiesector (Staffing Solutions).

Nedap is de grootste implementator van Near-field communication-technologie (NFC) ter wereld. NFC is een contactloze communicatiemethode over zeer kleine afstanden. Het wordt gebruikt in allerlei pasjes, zoals de OV-chipkaart en bij betaal- en beveiligingssystemen. Nedap paste die techniek, zij het voor veecode in een afwijkende frequentieband, al in 1974 toe (eerste veecode- en anti-diefstalsystemen).
Nedap heeft eigen vestigingen in tien landen. Het hoofdkantoor van Nedap is gevestigd in Nederland (Groenlo). Verder is Nedap gevestigd in België, Duitsland, het Verenigd Koninkrijk, Verenigde Arabische Emiraten, Polen, Spanje, China, Hongkong en de Verenigde Staten. Nedap is actief in meer dan 100 landen.

## Geschiedenis
Nedap werd opgericht in 1929, oorspronkelijk afgekort als Nafa, in 1933 gewijzigd in de huidige benaming. Het bedrijf was oorspronkelijk gevestigd in Amsterdam, maar verhuisde in 1946 naar Groenlo. In 1947 zette Nedap de stap naar de beurs, in 1949 werd de notering aan de Amsterdamse beurs definitief. Het bedrijf was een van de eerste bakelietverwerkende bedrijven in Nederland. Bakeliet werd aanvankelijk gebruikt voor de productie van elektrisch installatiemateriaal, deurklinken, en de kastjes van door Nedap geproduceerde beltransformators. Dit materiaal werd later vervangen door andere kunststoffen. Midden jaren vijftig omvatte het bedrijf naast de kunstharsperserij een montage-afdeling voor zwakstroomapparatuur, naast een gereedschapsmakerij en metaalbewerkingsafdeling. Er werkten toen ruim 250 personen.
In de jaren zestig maakte het bedrijf een veelheid aan elektronische producten, veelal als onderdeel voor andere bedrijven, waaronder magnetisch gestabiliseerde voedingen, elektronische besturingen voor een veelheid aan elektrische apparaten zoals elektrische dekens, wasmachines etc. Samen met TNO werd een mechanische stemmachine ontwikkeld; later gevolgd door stemcomputers. Dit was geen succes. Ze waren te hacken en het stemmen was niet controleerbaar en transparant.
In 1999 start Nedap met de nieuwe marktgroep Nedap Healthcare. Dat begon met een kleine handzame RFID-lezer voor de zorgverlener. Daarmee kon geleverde zorg bij cliënten vastgelegd worden door de cliëntenpas te scannen, uniek voor deze tijd was dat het apparaat niet hoefde te worden opgeladen en dat de batterij in totaal 8 jaar mee gaat.
Tussen 2008 - 2014 transformeerde de iO software van Nedap Healthcare naar Nedap Ons, het Elektronisch cliëntendossier wat door meer dan 1000 zorginstellingen in Nederland wordt gebruikt.